# 石雕

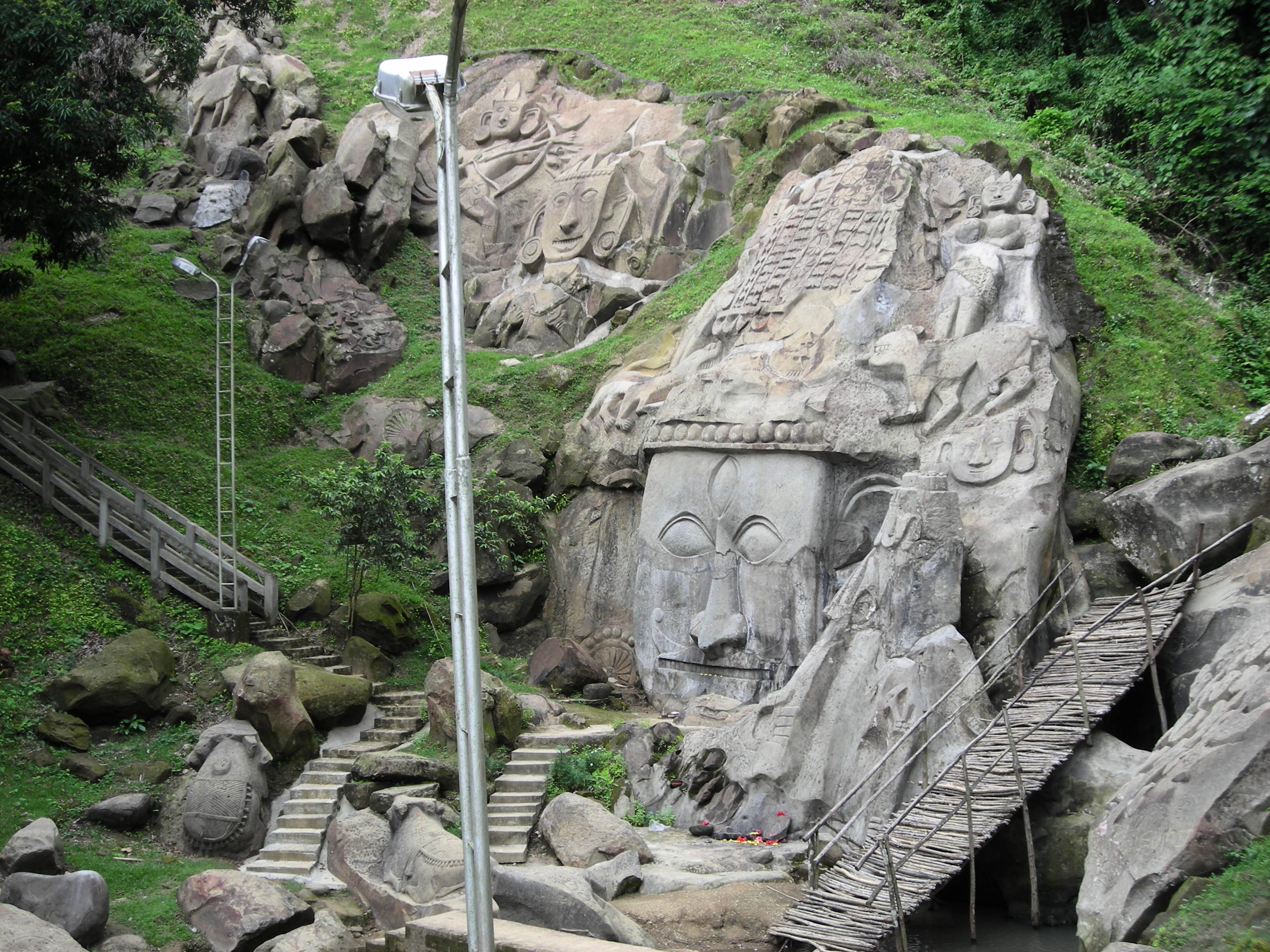
印度烏納科蒂建造於十一世紀的湿婆岩石浮雕群

石雕是石头經雕刻後形成的物体。人們會在石头上雕刻出各種图案。石雕的原材料通常比較結實，而且很多古代的石雕通常可以完好保存，這樣後人可以一睹古代石雕的真容。